# Protestantyzm w Belize
Protestantyzm w Belize ma ok. 125 tysięcy wyznawców, co stanowi ok. 40% społeczeństwa. Największe nurty stanowią adwentyzm (14,7%) i ruch zielonoświątkowy (7,6%). Największe kościoły w kraju w 2010 roku, według Operation World:
| Kościół                              | Liczba członków | Liczba wiernych | Procent ludności |
| ------------------------------------ | --------------- | --------------- | ---------------- |
| Kościół Adwentystów Dnia Siódmego    | 33 000          | 46 000          | 14,7%            |
| Zbory Boże                           | 2800            | 16 000          | 5,1%             |
| Kościół Anglikański                  | 5829            | 10 200          | 3,3%             |
| Kościoły Mennonitów                  | 3800            | 7600            | 2,4%             |
| Kościół Metodystyczny                | 3139            | 4300            | 1,4%             |
| Kościół Nazarejczyka                 | 2850            | 4132            | 1,3%             |
| Stowarzyszenie Baptystyczne          | 2180            | 4077            | 1,3%             |
| Kościół Boży w Chrystusie            | 2370            | 4029            | 1,3%             |
| Niezależne kościoły                  | 1818            | 4000            | 1,3%             |
| Zjednoczony Kościół Zielonoświątkowy | 3083            | 3700            | 1,2%             |
| Kościół Boży (Cleveland)             | 2040            | 3468            | 1,1%             |
| Zielonoświątkowy Kościół Boży        | 1525            | 3050            | 1,0%             |